# Gwara kurpiowska
Gwara kurpiowska – gwara dialektu mazowieckiego języka polskiego używana przez Kurpiów zamieszkujących Kurpie Zielone na północno-wschodnim Mazowszu. Wywodzi się z gwar mazowieckich przyniesionych do Puszczy Zielonej przez przodków Kurpiów – Mazurów (Mazowszan), którzy zasiedlili te ziemie między XVI a XVIII w. Wykazuje dużo cech wspólnych z gwarami dialektu mazowieckiego używanych na terenie historycznych Prus. Istnieje także pogląd, iż gwara kurpiowska jest częścią dialektu prusko-mazurskiego, odrębnego od dialektu mazowieckiego.
Panuje przeświadczenie, że gwara kurpiowska jest znacząco niejednolita w wymowie. Na przykład według danych z okresu międzywojennego Kurpie z okolic Myszyńca zdanie „będzie piękny dzień” oddadzą jako „bandzie psiakny dzian”, a z Turośli jako „bendzie psiękny dzien”. Temu przeświadczeniu przeciwstawia się Jerzy Rubach, który po badaniach językoznawczych, głównie z zakresu fonetyki i fonologii, twierdzi, że lokalne różnice wymowy są nieznaczne i – z wyjątkiem wschodniego pasa – wymowa kurpiowska jest jednorodna. Pewne różnice występują w wymowie takich słów jak Kurpś/Kórpś ('Kurp') czy buł/bół ('był').

## Pismo
Gwara kurpiowska najczęściej zapisywana jest zgodnie ze standardową polską ortografią. Ponieważ w gwarze kurpiowskiej występują głoski niewystępujące we współczesnym języku standardowym, w opracowaniach specjalistycznych stosowana bywa różnego rodzaju transkrypcja. W tekstach popularnych zdarzają się z tego powodu niekonsekwencje zapisu, np. w danym tekście słowo chleb może być zapisane w jednym miejscu „chleb”, a w innym „chlib”. Pierwszym systemem pisowni kurpiowskiej jest zaproponowany przez Jerzego Rubacha w pracy Zasady pisowni kurpiowskiego dialektu literackiego z roku 2009 . System ten oparty jest na systemie polskiej pisowni uzupełnionym o litery odpowiadające samogłoskom nieistniejącym w języku ogólnopolskim. Zachowana w nim została pisownia samogłosek nosowych (które podobnie jak w odmianie ogólnopolskiej wymawiane są niejednorodnie), rozróżnianie w piśmie „h” i „ch” (które podobnie jak w odmianie ogólnopolskiej nie są odróżniane w mowie), brak zaznaczania regularnych ubezdźwięcznień. Uproszczono zaś pisownię spółgłosek miękkich i „j”. Wszystkie nowo dodane litery są stosowane w językach europejskich, a niektóre (np. ë czy å) także w polskiej dialektologii.

### Litery i dwuznaki w systemie Rubacha
a, å, ą, b, c, ć, ch, cz, d, dz, dź, dż, e, é, ë, ę, f, g, h, ï, j, k, l, ł, m, n, ń, o, ó, p, r, s, sz, ś, t, u, w, y, z, ź, ż.

## Cechy gwary kurpiowskiej
Gwara kurpiowska wykazuje wiele cech wspólnych bądź z językiem ogólnopolskim (np. asynchroniczna wymowa samogłosek nosowych, nierozróżnianie h dźwięcznego i bezdźwięcznego, większość struktur gramatycznych, zanik iloczasu), bądź z gwarami dialektu mazowieckiego (np. mazurzenie). Większość cech kurpiowskich ma swoje odpowiedniki również w innych gwarach polskich, a na odrębność składa się ich zestaw. Niżej przedstawione są cechy gwary kurpiowskiej na tle innych gwar polskich, zwłaszcza mazowieckich.

### Fonetyka i fonologia
- ubezdźwięcznianie i udźwięcznianie w zasadzie zachodzi tak samo jak w języku ogólnopolskim literackim[9], przy czym ubezdźwięcznienie na końcu wyrazu przenosi się również na miejsce przed końcówką czasu przeszłego „em” i „eś” (np. mókem 'mogłem')[10].
- Mazurzenie, czyli zmiana ogólnopolskich „sz”, ż”, „cz”, „dż” na „s”, „z”, „c” i „dz” (np. kasa 'kasza'). Zmiana ta nie dotyczy „rz”, wymawianego tak samo jak w języku ogólnopolskim (np. trzy wymawiane tak samo jak w ogólnopolskim, tj. [tʃɨ]). W niektórych wypadkach zmazurzone spółgłoski przechodzą w spółgłoski miękkie (np. śkoła 'szkoła')[11], co bywa nazywane siakaniem. Mazurzenie jest cechą charakterystyczną dla wielu gwar od Górnego Śląska i Małopolski po Podlasie[12].
- Dekompozycja miękkich spółgłosek wargowych: p', b', f', w' ([v']), m', które przeszły w pś (pɕ), bź (bʑ), ś ([ɕ]) (do początku XX w. fś), ź (ʑ) (do początku XX w. wź), ń ([ɲ]) (do początku XX w. mń) (np. pśorun 'piorun', bźïbuła 'bibuła', paraśjå 'parafia', źeźórka 'wiewiórka', ńasto 'miasto'). Dotyczy to również wyrazów, w których we współczesnym języku polskim zanikła miękkość (np. gołąbź 'gołąb'), z kolei niektóre wyrazy pochodzenia obcego nie mają miękkości (np. bybloteka 'biblioteka')[13]. Taka lub podobna asynchroniczna wymowa spółgłosek wargowych miękkich typowa jest dla gwar północnej Polski – od południowego Pomorza po północne Mazowsze (nie sięgając Podlasia)[14], a kompletny zanik głoski wargowej dla pogranicza mazursko-mazowieckiego i Kurpi[15]. W kontekstach, w których w języku ogólnopolskim występuje „św'” nie dochodzi do zmiany „w'” w „ś”, ale do zmiany w „w” (np. śwęto 'święto')[4]. Stwardnienie grupy „św'” do „św” jest typowe dla wielu gwar od Kaszub po gwarę lasowiacką[15].
- Istnienie 10 samogłosek (nienosowych)[16]: ï (pośrednie między ogólnopolskimi i a y), y (podobne do ogólnopolskiego y), u, é (pośrednie między ogólnopolskimi e a i), ó (pośrednie między ogólnopolskimi o a u), e, ë (pośrednie między ogólnopolskimi a a y, szwa), o (podobne do ogólnopolskiego o), a (przednie a, nieco zbliżone do e), å (tylne a, nieco zbliżone do o). System, w którym głoski pochylone nie są wymawiane identycznie jak tzw. głoski jasne konserwuje stan polszczyzny z XVII w[17].
- Wymowa å („a” pochylonego) bliska „o”, ale bez zlania się z nim (np. tråwa 'trawa'), przy czym przy odmianie może zachodzić wymienianie się na a (np. såd – sady)[18]. Odrębność å jest typowa dla Kurpi, wielu gwar mazurskich, warmińskich i małopolskich, podczas gdy dla gwar mazowieckich typowe jest zlanie się å z o (południowe Mazowsze) lub a (północne Mazowsze i Podlasie)[19]. W uproszczonym zapisie å bywa utożsamiane z o (choć jest właściwe tylko dla niektórych innych gwar).
- Wymowa é („e” pochylonego) bliska „i/y”, ale bez zlania się z nimi (np. mléko 'mleko'), przy czym przy odmianie może zachodzić wymienianie się na e (np. chléb – chleba)[20]. Odrębność é jest typowa dla całego Mazowsza na wschód od Wisły (bez Podlasia) oraz Pomorza, łącznie z kaszubszczyzną)[21]. W uproszczonym zapisie é bywa utożsamiane z i lub y (choć jest właściwe tylko dla niektórych innych gwar).
- Wymowa ó („o” pochylonego) bliska „u”, ale bez zlania się z nim (np. djåbół 'diabeł'), przy czym przy odmianie może zachodzić wymienianie się na o (np. rów – rowu). Oprócz miejsc, w których kurpiowskie „ó” odpowiada ogólnopolskiemu „ó” (wymawianemu [u]), zawsze występuje tam, gdzie ogólnopolskie „o” znajduje się przed spółgłoskami nosowymi (np. dóm 'dom'), także w odmianie (np. dómu 'domu')[22]. Dzieje się tak także, gdy wynika to z asynchronicznej wymowy samogłosek nosowych (np. [kont] w pisowni „kąt” lub [kow~sek] w pisowni „kąsek”) lub ogólnopolskie „ą” znajduje się w wygłosie (np. nogó 'nogą')[23]. Również niektórym ogólnopolskim „u” odpowiada kurpiowskie „ó” (np. róra 'rura')[24]. Odrębność ó jest typowa gwar północnej Polski – od południowego Pomorza po północne Mazowsze (nie sięgając Podlasia), ale także części gwar małopolskich i śląskich[25]. Istnieją różnice lokalne w wymowie niektórych słów, np. słowo Kurpś bywa wymawiane przez „ó” lub „u”[26].
- Przednia wymowa a jasnego, które w języku ogólnopolskim jest wymawiane raczej środkowo[27].
- Twarda wymowa l, k, g, ch (h) (np. lypa 'lipa', hystorjå 'historia', progëm 'progiem')[28].
- Zbliżenie wymowy „i” i „y”, jednak z zachowaniem ich odrębności (np. rany/rańï 'rany/rani'), przy czym głoska przednia ï występuje zwykle po spółgłoskach miękkich[29]. Niektórzy badacze twierdzą jednak, że – podobnie jak w wielu innych gwarach północnopolskich – nastąpiło pełne ujednolicenie wymowy tych samogłosek[4].
- Występowanie głoski ë (szwa, [ə]) w miejscach, gdzie ogólnopolskie e znajduje się przed spółgłoską nosową (np. tën 'ten'), także gdy wynika to z asynchronicznej wymowy samogłosek nosowych (np. [səmp] w pisowni „sęp”) lub ogólnopolskie „ę” znajduje się w wygłosie (np. jïńë 'imię')[30]. Zbliżanie się wymowy „e” do „a” (mogące skutkować powstaniem szwy) przed nosówkami jest typowe dla niektórych gwar ciągnących się pasem wzdłuż Wisły[31].
- Prejotacja i prelabializacja – „j” przed „ï” i „é” oraz „ł” [w] przed pozostałymi samogłoskami (np. jïkra 'ikra', jéch 'ich', łón 'on', łucéć 'uczyć', łalbo 'albo'). Skutkiem tego samogłoski nigdy nie występują w nagłosie. Prejotacja i prelabializacja są powszechne w językach słowiańskich, w tym w polskich gwarach, natomiast prelabializacja przed „a” jest unikatowa dla kurpiowszczyzny[32].
- Brak kontrakcji w formach typu stojać 'stać', bojać 'bać'[4]. Kontrakcja tego typu nie występuje również w innych gwarach na północ od Małopolski[33].
- Przejście „a” w „e” w różnych kontekstach, związane z przednią wymową a jasnego[4]
  - Brak przegłosu „ě” w „à” (np. źedro 'wiadro'), typowy dla wielu gwar mazowieckich i lubelskich[34].
  - Mieszanie „je” z „ja”. W niektórych przypadkach jest to powszechne wśród gwar polskich z wyjątkiem południowej Małopolski przejście nagłosowego „ja” w „je” (np. jegoda 'jagoda')[35], w innych typowa dla północnopolskich gwar, zwłaszcza mazowieckich z podlaskimi, zamiana „je” w „ja” w wyrazach pochodnych od „jechać” (np. jadźe 'jedzie')[4].
  - Przejście nagłosowego „ra” w „re” (np. redło 'radło'), typowe dla różnych gwar północnopolskich[36].
  - Przejście śródgłosowego „ar” w „er” (np. umer 'umarł'), typowe dla gwar pomorskich i mazowieckich z warmińskimi i mazurskimi[37].
  - Zamiana końcówki „-ali” na „-ely”, np. (śely 'siali')[4].
- Dysymilacja zbitek spółgłosek zwartych „kt” do „cht” (np. chto 'kto') i szczelinowych „chrz” do „krz” (np. krzesny 'chrzestny') typowa dla różnych polskich gwar[4].

### Morfologia i odmiana
- Końcówka bezokolicznika „-éć” w miejscu ogólnopolskich „-ić/-yć”[38].
- Końcówka drugiej osoby liczby mnogiej „-ta” (np. źïtåjta 'witajcie')[39]. Końcówka ta jest typowa dla bardzo wielu gwar środkowopolskich (nie występuje m.in. na Podlasiu)[40].
- Zmiana końcówki czasu przeszłego „-ył/-ił” na „-ół” (lokalnie „-uł”)[26]. Przejście „i/y” w „u” przed „ł” jest powszechne w polskich gwarach z wyjątkiem centralnej Polski[41].
- Końcówka celownika liczby pojedynczej rodzaju męskiego -oźu (np. kóńoźu 'koniowi', kśędzoźu 'księdzu')[4].
- Końcówka pierwszej osoby liczby mnogiej czasu teraźniejszego -m (idźëm 'idziemy'), typowa dla gwar Polski północnej i wschodniej (ale inna niż typowa dla większości gwar mazowieckich -wa)[42].

## Przykładowe zwroty w gwarze kurpiowskiej
Występujące w takich miejscowościach jak: Myszyniec, Łączki, Piątkowizna, Zalas, Klenkor, Wyżega, Wejdo w gminie Łyse, powiat ostrołęcki:
| dziewczyna                     | dziewcok                         |
| chłopak                        | chłopok                          |
| rodzina                        | famelija                         |
| sosny                          | chojecki                         |
| jabłko                         | jepko                            |
| wiśnia                         | ziśnia                           |
| jagoda                         | jegoda                           |
| wiadro                         | ziedro                           |
| pijesz piwo                    | psijes psiwo                     |
| wino                           | zino                             |
| skąd                           | zkela                            |
| kiedy                          | łonegdaj                         |
| szybko                         | hyzo                             |
| szybciej                       | sporzej                          |
| mówić                          | muzić                            |
| opowiem ci bajkę jaką pamiętam | opoziem ci bojke jakom panientom |
| na zdrowie                     | na zdrozie                       |
| dom                            | chałupa, izba                    |
| drzwi zamknięte                | drzzi zaperte                    |
| dobry wieczór                  | dobry ziecór                     |
| głupi                          | głupsiok                         |
| jak się masz                   | jok sie mos                      |
| wiem                           | ziem                             |
| która godzina                  | chtóra godzino                   |
| kubek                          | baherek                          |

## Publikacje
Z nowej ortografii korzystają m.in. następujące prace wydane od 2009 przez Związek Kurpiów: 
- Henryk Gadomski (2010) Śpiewnik kurpiowski. Ostrołęka: Związek Kurpiów
- Wojciech Łukaszewski (2010) Elementarz kurpiowski. Jednorożec: Gminny Zespół Kultury.
- Maria Samsel, Katarzyna Mróz, Mirosław Grzyb (2010) Gadki kurpiowskie. Ostrołęka: Muzeum Kultury Kurpiowskiej.
- Krystyna Mroczkowska i Stefania Prusaczyk (2010) Kurpiowska nasza mała ojczyzna. Myszyniec: Towarzystwo Przyjaciół Ziemi Kurpiowskiej im. bp. Edwarda Samsel.
- Krystyna Mroczkowska i Stefania Prusaczyk (2011) Jesień na Kurpiach. Myszyniec. Towarzystwo Przyjaciół Ziemi Kurpiowskiej im. bp. Edwarda Samsel.
- Henryk Gadomski, Mirosław Grzyb, Tadeusz Grec (2013) Słownik wybranych nazw i wyrażeń kurpiowskich. Ostrołęka: Związek Kurpiów.